# Marcial Ayaipoma
Fernando Marcial Ayaipoma Alvarado (Lima, 8 de febrero de 1942) es un médico cirujano y político peruano. Miembro del partido  Perú Posible, fue presidente del Congreso de la República en el periodo 2005-2006 y congresista en 2 ocasiones.

## Biografía
Nació en la ciudad de Lima, el 8 de febrero de 1942. Es hijo del doctor en Medicina, Marcial Ayaipoma Vidalón, quien también era catedrático y de Abilia Alvarado, una educadora.
Realizó sus estudios superiores en la Universidad Peruana Cayetano Heredia, donde se graduó luego como médico cirujano. Su padre fue uno de los fundadores de dicha universidad y el primer presidente de la Federación Peruana de Vóley (1942-1950), contribuyendo decididamente a la popularización de este deporte.
Ayaipoma también se ha dedicado empresarialmente a las actividades ganaderas y taurinas. Durante más de 30 años ha organizado la tradicional Temporada Limeña del Señor de los Milagros. Es propietario de las cabañas bravas de La Huaca y Lomas de Villa. Es presidente de la Peña Taurina Perú y miembro activo y honorario del Círculo de Periodistas Taurinos del Perú.

## Vida política
Fue militante y cofundador del partido Perú Posible liderado por el expresidente Alejandro Toledo.

### Congresista de la República
Su carrera política se inicia en las elecciones parlamentarias del año 2000, donde Ayaipoma postuló al Congreso de la República por Perú Posible y resultó elegido luego, con 29,009 votos, para el periodo parlamentario 2000-2005.
Durante el legislativo, Ayaipoma fue opositor a la reelección de Alberto Fujimori y participó en la Marcha de los Cuatro Suyos junto con su líder Alejandro Toledo.
En noviembre del 2000, tras la publicación de los vladivideos y la renuncia de Alberto Fujimori a la presidencia de la república mediante un fax desde Japón, su cargo parlamentario fue reducido hasta julio del 2001, donde se convocaron a nuevas elecciones generales.
Ayaipoma decidió participar a la reelección en las elecciones parlamentarias y fue reelegido para el periodo 2001-2006.
Durante su labor parlamentaria, fue miembro de la Comisión de Educación, miembro de la Comisión de Salud, de la Comisión de Cultura, presidente de la Comisión de Educación, Ciencia y Tecnología (2002-2003), miembro de la Comisión de Educación, Ciencia, Tecnología, Cultura y Patrimonio Cultural, miembro de la Comisión de Constitución, miembro de la Comisión de Salud y miembro de la Comisión de Constitución.

### Presidente del Congreso
El 26 de julio del 2005, Ayaipoma fue elegido como presidente del Congreso de la República, siendo el último presidente del legislativo durante el gobierno de Alejandro Toledo, para el periodo legislativo 2005-2006.
Volvió a postular en las elecciones parlamentarias del 2011 por la Alianza Perú Posible, sin embargo, no resultó elegido. De igual manera en su candidatura a la vicepresidencia en la plancha presidencial de Alejandro Toledo en las elecciones generales del 2016.
En 2014, Ayaipoma fue elegido secretario general de Perú Posible para el periodo 2014-2016 en reemplazo de Luis Thaiz. Permaneció en el cargo hasta la disolución del partido en julio del 2017.